# Ballomarius guttata
Ballomarius guttata är en insektsart som beskrevs av Ronald Gordon Fennah 1955. Ballomarius guttata ingår i släktet Ballomarius och familjen vedstritar. Inga underarter finns listade i Catalogue of Life.